# Mexicaltzingo (métro de Mexico)
Mexicaltzingo est une station de la Ligne 12 du métro de Mexico, dans les délégations Iztapalapa et Coyoacán.

## La station
La station ouverte en 2012, doit son nom à la colonie éponyme, mot náhuatl signifiant Lieu des petits Mexicains. Son icône actuelle tirée du codex de Coatlinchan intitulé Hogar de la Serpiente (le Foyer du Serpent), représente le dieu Mexictli assis sur un maguey inversé. La station est construite en caisson souterrain.